# Selsawet Aniskawitschy
Der Selsawet Aniskawitschy, Aniskawizki Selsawet (belarussisch Аніскавіцкі сельсавет, russisch Онисковичский сельсовет) ist eine Verwaltungseinheit im Rajon Kobryn in der Breszkaja Woblasz in Belarus. Das Zentrum des Selsawets ist das Dorf Aniskawitschy. 
Aniskawizki Selsawet liegt im Osten des Rajons Kobryn und umfasst 12 Dörfer:
- Aniskawitschy (Аніскавічы)   (52° 8′ N, 24° 43′ O)

- Dobraje (Добрае)   (52° 3′ N, 24° 40′ O)

- Dubiny (Дубіны)   (52° 7′ N, 24° 42′ O)
- Meljankowa (Мелянкова)   (52° 6′ N, 24° 41′ O)
- Sabalazze (Забалацце)   (52° 7′ N, 24° 40′ O)
- Saleski (Залескі)   (52° 7′ N, 24° 39′ O)
- Schuki (Жукі)   (52° 8′ N, 24° 40′ O)
- Soupli (Соўплі)   (52° 7′ N, 24° 44′ O)
- Staradubzy (Старадубцы)   (52° 7′ N, 24° 45′ O)
- Tschalischtschawitschy (Чалішчавічы)   (52° 7′ N, 24° 40′ O)
- Wjalitschkawitschy (Вялічкавічы)   (52° 6′ N, 24° 39′ O)
- Wyhada (Выгада)   (52° 9′ N, 24° 43′ O)